# تاکسی ارواح
تاکسی ارواح (انگلیسی: Spiritfarer) یک بازی شبیه‌سازی ساخت‌وساز و مدیریت و اکشن است که توسط استودیو کانادایی تاندر لوتس گیمز توسعه و در ۱۸ اوت ۲۰۲۰ برای مایکروسافت ویندوز، مک‌اواس، لینوکس، پلی‌استیشن ۴، نینتندو سوئیچ، ایکس‌باکس وان و گوگل استادیا منتشر شده‌است. شخصیت اصلی، استلا، تبدیل به یک «روح پرست» می‌شود که وظیفه آن حمل روح متوفی به زندگی پس از مرگ است. بازی به‌طور کلی نظرات مثبتی از منتقدان دریافت کرد و از گیم پلی آهسته، انیمیشن دقیق، امتیاز موسیقی ارکسترال و مضامین منحصر به فرد آن ستایش شد.